# ژاک لمی
ژاک لمی (انگلیسی: Jacques Lemée؛ زادهٔ ۲۶ ژوئن ۱۹۴۶) بازیکن فوتبال اهل فرانسه است.
از باشگاه‌هایی که در آن بازی کرده‌است می‌توان به باشگاه فوتبال المپیک مارسی، باشگاه فوتبال استراسبورگ، باشگاه فوتبال متس، و باشگاه فوتبال آنژه اشاره کرد.